# Авакаукиликили
Авакаукиликили је ненасељено острвце у саставу атола Нукунону у оквиру острвске територије Токелау у јужном делу Тихог океана. Налази се у североисточном делу атола, између острваца Токелау и Маталапа. Прекривено је тропским растињем.